# Zamach w Garissa University College
Zamach w Garissa University College w Kenii – akt terrorystyczny, który miał miejsce 2 kwietnia 2015 w Garissa University College w Garissie na wschodzie Kenii. W wyniku ataku zginęły 152 osoby (głównie studenci) a 79 zostało rannych.

## Przebieg ataku
Według relacji świadków do ataku doszło przed godziną 5:30. Grupa uzbrojonych napastników z somalijskiej radykalnej organizacji islamistycznej Asz-Szabab wtargnęła na Uniwersytet w Garissie zabijając strażników, którzy pilnowali bramy wjazdowej. Napastnicy początkowo strzelali na oślep po czym rozpoczęli selekcję, wypuszczali muzułmańskich studentów dokonując egzekucji głównie na chrześcijanach. Po okołu 20 godzinach oblężenia, 4 napastnicy zostali zabici.
Po ataku prezydent Uhuru Kenyatta ogłosił trzydniową żałobę narodową.